# Gottersdorf (Münchberg)

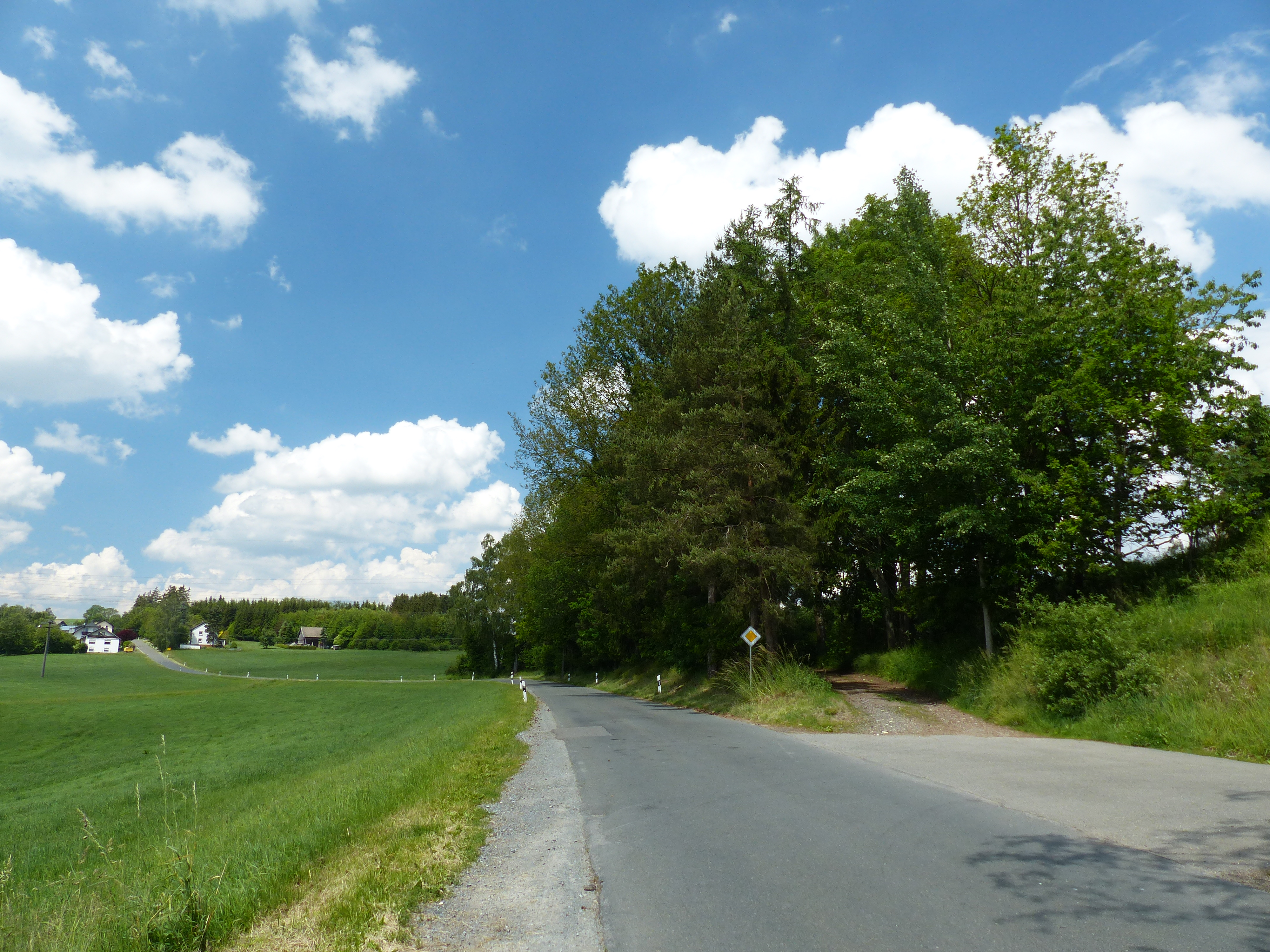
Baumreihe

Gottersdorf ist ein Gemeindeteil der Stadt Münchberg im Landkreis Hof (Oberfranken, Bayern). Gottersdorf liegt in der Gemarkung Meierhof bei Münchberg.

## Geografie
Das Dorf liegt auf freier Flur, die unmittelbar östlich von der Bundesautobahn 9 durchschnitten wird. Nördlich des Ortes steht eine 250 m lange Baumreihe am sogenannten Schweinereuthweg, die als Naturdenkmal ausgezeichnet ist. Gemeindeverbindungsstraßen führen nach Unfriedsdorf (1 km nordwestlich), die Staatsstraße 2194 kreuzend nach Laubersreuth (1,8 km nördlich), die A 9 unterquerend nach Münchberg (1,1 km südöstlich) und zur Bundesstraße 289 bei Einzel (0,5 km südwestlich).

## Geschichte
Im 14. Jahrhundert kam die gesamte Gegend mit Gottersdorf in Besitz der Nürnberger Burggrafen, deren Rechtsnachfolger das Markgraftum Brandenburg-Kulmbach waren.
Zur Realgemeinde Gottersdorf gehörte Maulschelle. Gegen Ende des 18. Jahrhunderts bestand Gottersdorf aus 14 Anwesen. Die Hochgerichtsbarkeit sowie die Dorf- und Gemeindeherrschaft stand dem bayreuthischen Stadtrichteramt Münchberg zu. Grundherren waren das Kastenamt Münchberg (5 Halbhöfe, 5 Viertelhöfe, 3 Tropfhäuser) und das Gotteshaus Münchberg (1 Halbhof).
Von 1797 bis 1810 unterstand Gottersdorf dem Justiz- und Kammeramt Münchberg. Infolge des Ersten Gemeindeedikts wurde Gottersdorf dem 1812 gebildeten Steuerdistrikt Meierhof und der zugleich entstandenen die Ruralgemeinde Meierhof zugewiesen. Im Zuge der Gebietsreform in Bayern wurde Gottersdorf am 1. Mai 1978 nach Münchberg eingemeindet.

### Ehemaliges Baudenkmal
- Haus Nr. 6: Verputzter Wohnstallbau mit Frackdach, vermutlich spätes 18. Jahrhundert; die zugehörige Scheune über der Tenne bezeichnet „JS 1793“ (=Johann Sachs).[9]

### Einwohnerentwicklung
| Jahr      | 1799   | 1812  | 1819   | 1861   | 1871   | 1885   | 1900   | 1925   | 1950   | 1961   | 1970   | 1987  |
| Einwohner | 82     | *104  | *110   | 173    | 183    | 155    | 139    | 146    | 230    | 178    | 222    | †174  |
| Häuser    | 18     | *18   |        |        |        | 22     | 24     | 25     | 28     | 35     |        | †53   |
| Quelle    | [ 11 ] | [ 7 ] | [ 12 ] | [ 13 ] | [ 14 ] | [ 15 ] | [ 16 ] | [ 17 ] | [ 18 ] | [ 19 ] | [ 20 ] | [ 1 ] |

## Religion
Gottersdorf ist bis heute nach St. Peter und Paul (Münchberg) gepfarrt und seit der Reformation evangelisch-lutherisch geprägt.